# Maarten van Beek
Maarten van Beek (23 oktober 1943) is een voormalig Nederlandse voetballer. Hij stond in het Nederlandse betaalde voetbal onder contract bij SVV.

## Loopbaan
Van Beek begon te voetballen in de jeugd bij SVV waarna hij de overstap maakte naar de eerste elftal van SVV. Hij had in totaal 269 wedstrijden gespeeld en 15 doelpunten gemaakt in zijn voetbalcarrière. Van Beek beëindigde zijn voetbalcarrière in 1976.